# اوسركون الأكبر
اوسركون (بالإنجليزية: Osorkon the Elder)‏، هو أحد ملوك الفراعنة في مصر القديمة، حوالي عام 1080 ق.م. كان أحد أبناء حريحور (بالإنجليزية: Herihor)‏، مؤسس الدولة الدينية بطيبة يسمى (أوسركون)، وهو اسم ليبي الأصل. تمكن أوسركون هذا والذي يعتقد أنه عم شوشنق الأول (بالإنجليزية: Chechanq I)‏، من أن يحتل مكانا في الأسرة الحادية والعشرين عام 890 ق.م.

## حياته
كان اوسركون الأقدم ابناً لشيشنق، كبير زعماء مشوش من زوجته الأخيرة 'محتنوسخت التي مُنحت اللقب المرموق 'أم الملك' في الوثيقة'. كان اوسركون شقيقاً لنيملوت الأول، الزعيم الأعظم مشوش، وتنتشپه الأولى ابنة الزعيم العظيم لمع، وبالتالي كان عم شوشنق الأول، مؤسس الأسرة الثانية والعشرين. كان وجوده مح شك من معظم الباحثن حتى أكد إريك يونگ عام 1963 أن استقراء كاهن أحد المعابد ويدعى نسپ نفر حور في السنة الثانية شمو الأول اليوم 20 في عهد ملك مؤكد يسمى أخبر رع ستبن رع في القطعة 3بي، السطر 1-3 من حوليات معبد الكرنك - والتي حدثت قبل عام من استقراء حوري، ابن نسپ نفر حور في السنة 17 من حجم سي أمون، والتي سجُلت أيضاً في نفس الحوليات. يزعم يونگ أن الملك أخپر رع ستپن رع هو اوسركون المجهول. إلا أن هذه الفرضية لم تكن مقبولة بشكل كامل من قبل علماء المصريات جميعهم في ذلك الوقت. لاحقاً، أشار جان يويوت في ورقة كتبها عام 1976-1977، أن ملك ليبي يسمى اوسركون هو ابن شيشنق الأول من السيدة محتنوسخت، حيث كانت محتنوسخت تحمل لقب «أم الملك» في وثيقة نسب مؤكدة. وحيث أن ليس هناك ملك آخر يسمى اوسركون لديه أم تسمى محتنوسخت، فقد تأكد بشكل قاطع أن أخپر رع ستپن رع هو في الواقع اوسوخور الوارد في قائمة مانتيو، التي كانت والدته محتنوسخت. كانت السيدة محتنوسخت كذلك والدة نيملوت الأول، كبير زعماء مشوش، وبالتالي فهي جدة شيشنق الأول.

## الحقبة الزمنية
حسب حسابات السنة الثانية المذكورة بالتاريخ القمري فإن هذا لملك، والذي أظهر رولف كروس في عملية حسابية فلكية أنه كان موجودا حتى 990 ق.م. يجب أن يصبح اوسركون ملك السنة الثانية قبل استقراء نسپ نفر حور عام 992 ق.م. وكان عهد اوسركون الأقدم هاماً لأنه يسبق مجيء الأسرة الثانية والعشرين الليبية. ويؤرخ له فترة حكم مدتها ست سنوات في أيجبتياكا مانتيو وخلفه في الحكم سي أمون، الذي كان ابناً لاوسركون أو لمصري آخر ليس قريباً له.